# Khelifa Boukhalfa (metropolitana di Algeri)
Khelifa Boukhalfa è una stazione della linea 1 della metropolitana di Algeri.
La stazione di Khelifa Boukhalfa si trova sotto la boulevard Boukhalfa, all'incrocio con la boulevard Mouloud-Belhouchet, vicino a via Didouche-Mourad ed a via Victor Hugo. Serve i quartieri situati a monte di piazza Maurice Audin (via e viale Didouche-Mourad Mohamed V), il quartiere della Cattedrale del Sacro Cuore di Algeri e il quartiere Messonnier.
La stazione è intitolata a un combattente algerino morto ad Algeri, durante la guerra d'Algeria, il 17 dicembre 1957.

## Strutture e impianti
È una stazione sotterranea a 4 binari, due per ogni senso di marcia, serviti da due banchine laterali per ciascun lato.

## Servizi
La stazione dispone di tre ingressi: rue Didouche Mourad-rue Ben Messaoud Rabia, boulevard Mouloud Belhouchet-rue Khelifa Boukhalfa e boulevard Mouloud Belhouchet-rue Mechdal Djeloul.

## Interscambi
• Linee di bus ETUSA, linee 31, 32, 33, 40, 54.